# Remains (Alkaline Trio)
Remains è la prima raccolta della band statunitense punk rock degli Alkaline Trio. È stata pubblicata nel 2007 per la Vagrant Records.
La raccolta contiene 22 tracce che il gruppo ha realizzato in vari album nel corso della sua carriera. Il disco contiene inoltre tre nuove tracce live del concerto a Los Angeles ed è accompagnato da un DVD contenente tutti i video prodotti dalla band e i dietro le quinte degli spettacoli.

## Tracce
1. Hell Yes – 3:49
2. My Standard Break From Life – 2:34
3. Dead End Road – 3:08
4. Metro – 3:41
5. Jaked on Green Beers – 3:27
6. Queen of Pain – 3:56
7. While You're Waiting – 4:06
8. Rooftops – 2:15
9. Old School Reasons – 2:51
10. Warbrain – 2:28
11. Fine Without You – 3:15
12. Hating Every Minute – 3:03
13. Dead and Broken – 2:09
14. Sadie – 4:38
15. If You Had a Bad Time – 3:38
16. Wait for the Blackout – 3:28
17. We Can Never Break Up – 3:10
18. Don't Say You Won't – 2:21
19. Buried – 3:16
20. Dethbed (Live) – 3:12
21. My Standard Break From Life (Live) – 2:42
22. I'm Dying Tomorrow (Live) – 2:31

## Formazione
- Matt Skiba - voce, chitarra
- Dan Andriano - voce, basso
- Derek Grant - batteria